# Prionodon pardicolor
Prionodon pardicolor är en däggdjursart som beskrevs av Hodgson 1842. Prionodon pardicolor ingår i släktet linsanger och familjen viverrider. IUCN kategoriserar arten globalt som livskraftig.
Det svenska trivialnamnet fläckig linsang förekommer för arten.

## Utseende
Individerna blir 38 till 41 cm långa (huvud och bål), har en 33 till 35 cm lång svans och väger cirka 600 g. Pälsens grundfärg varierar mellan blek orange och ljusbrun. På pälsen förekommer många mörka punkter eller fläckar som bildar mer eller mindre tydliga rader. Arten har en yvig svans med åtta till tio mörka ringar. Huvudet kännetecknas av ganska stora ögon och öron som är lite spetsiga vid toppen. Prionodon pardicolor saknar liksom den andra arten i samma släkte analkörtlar. Dessutom har den bara en molar i varje sida av överkäken.

## Utbredning och habitat
Djuret förekommer i sydöstra Asien från Nepal och Kina (provinserna Sichuan och Hunan) i norr till Thailand, Kambodja och Vietnam i söder. Arten vistas i olika sorters skogar i låglandet och i upp till 2700 meter höga bergstrakter. Den hittas ibland i gräsmarker.

## Ekologi
Prionodon pardicolor jagar huvudsakligen små fåglar. Den äter även gnagare, groddjur, ormar och as. Individerna klättrar huvudsakligen i växtligheten men kommer ibland ner till marken. Honor kan para sig under våren och hösten och de har vanligen två ungar per kull. För övrigt antas vara fortplantningssättet lika som hos Prionodon linsang.
Arten är främst aktiv under natten. På dagen vilar den i trädens håligheter eller under trädrötter. Boet fodras med kvistar och torrt löv.

## Underarter
Arten delas in i följande underarter:
- P. p. pardicolor
- P. p. presina